# Rozewie

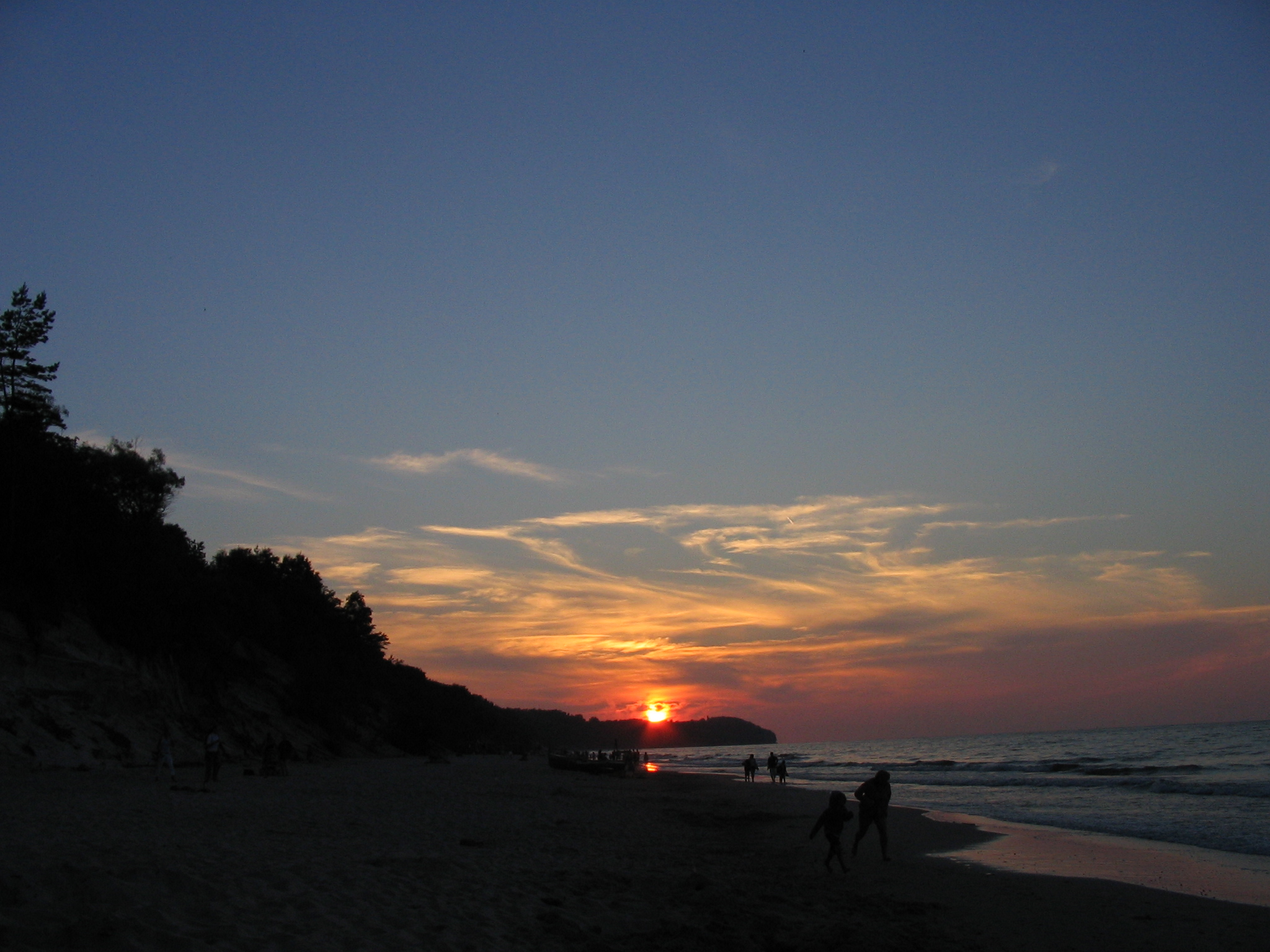
Rozewie widziany z plaży w Chłapowie

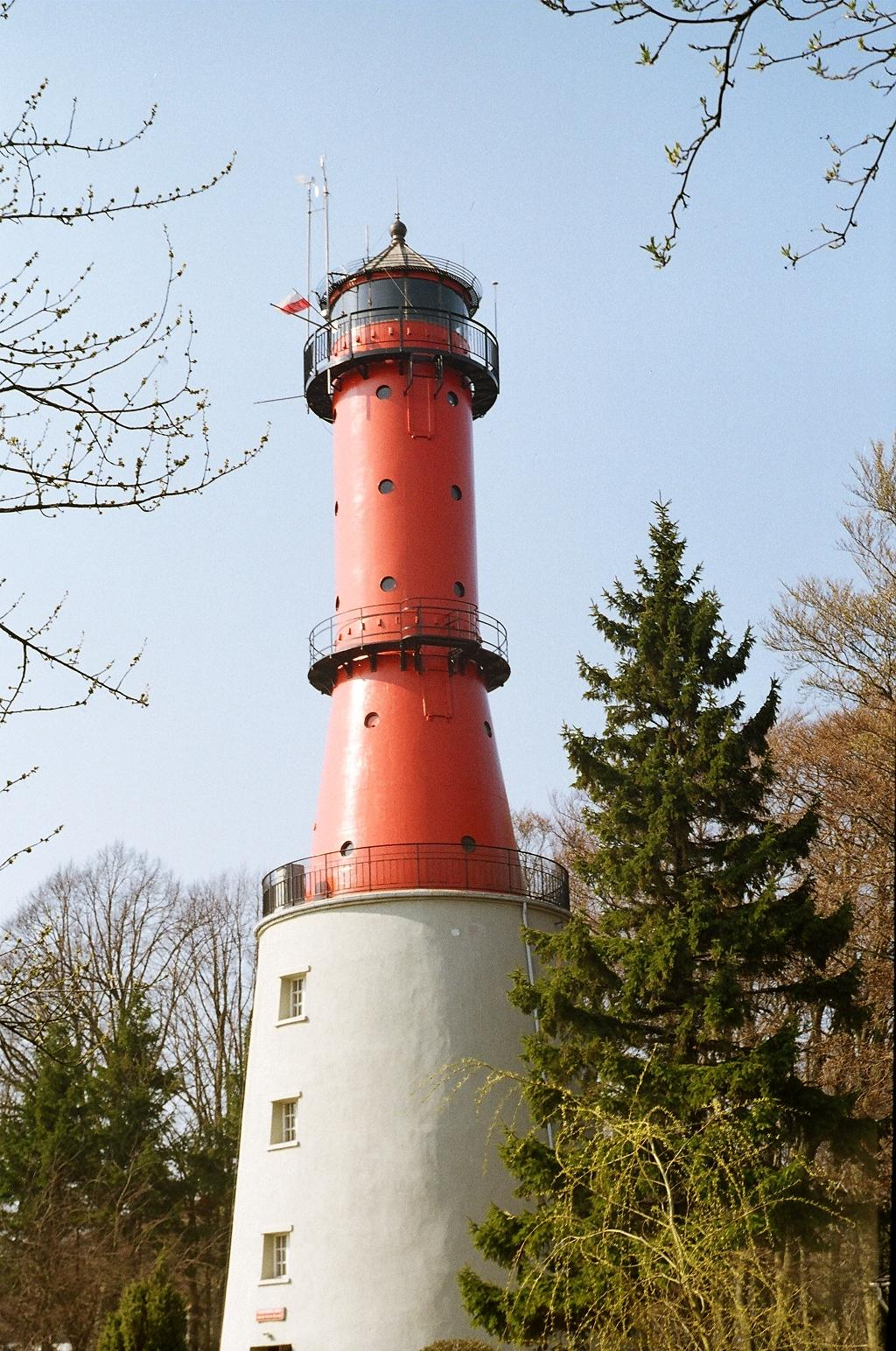
Latarnia na Rozewiu

Rozewie (niem. Rixhöft) – przylądek nad Morzem Bałtyckim, na Pobrzeżu Kaszubskim. Na przylądku znajduje się Latarnia Morska Rozewie. Miejsce to uważane było za najdalej wysunięty na północ obszar Polski, jednak w rzeczywistości ten punkt linii brzegowej znajduje się na terenie pobliskiej wsi Jastrzębia Góra (Gwiazda Północy).
Rozewie objęte jest od 1959 r. krajobrazowym rezerwatem Przylądek Rozewski o powierzchni 12,15 ha. Ochronie podlegają resztki buczyny pomorskiej (występują drzewa ponad dwustuletnie o obwodzie pnia dochodzącym do 3 m) na wysokim brzegu klifowym. Przylądek został wzmocniony betonową ochroną mającą chronić go przed zjawiskiem abrazji.
Do 1920 roku nazwa Rozewie odnosiła się wyłącznie do przylądka i starej latarni morskiej. Wieś Rozewie (oprócz zabudowań latarni) powstała za czasów polskich po 1920 roku. 